# Ève Périsset
Ève Périsset, född 24 december 1994 i Saint-Priest i Frankrike, är en fransk professionell fotbollsspelare. Hon spelar för närvarande (2025) som back i RC Strasbourg och i det franska landslaget.

## Biografi
Ève Périsset fick sin fotbollsutbildning i Olympique Lyonnais. Det var även där Périsset fick spela sina första elitmatcher. Med Lyon vann hon sina första franska mästerskapstitlar (2014, 2015, 2016) och tre franska cuper (2014, 2015). 
Till Paris Saint-Germain (PSG) kom hon säsongen 2016–2017 värvad av Patrice Lair, tränaren hon hade haft i Lyon. Där fick hon vinna 2018 års Coupe de France.
Efter PSG blev det FC Girondins de Bordeaux i två säsonger, innan det blev utlandsflytt till England och Chelsea, där hon fick vinna en hel del titlar (se titlar nedan).   
Inför säsongen 2024/25 flyttade tränaren Emma Hayes till USA för att träna deras landslag där och ny tränare, landsmaninnan Sonia Bompastor ankom till Chelsea. I samma veva värvade klubben högerbacken Lucy Bronze från Barcelona. Bompastor spelade Périsset inte lika mycket som Hayes så speltiden blev knapp under säsongen, vilket ledde till att Périsset förlorade sin landslagsplats under hösten. I januarifönstret 2025 meddelade Ève Périsset att hon bryter kontraktet med Chelsea för att kunna få speltid för att kunna konkurrera om en plats i landslaget till EM i Schweiz sommaren 2025. Bara någon dag efter det gick RC Strasbourg Alsace ut med att Ève Périsset skrivit på för klubben säsongen ut för att hjälpa klubben att hänga sig kvar i Première Ligue.  

## Spelstil
Perisset är en intelligent och följsam försvarare. Hon gillar att lämna utrymme mellan sig själv och anfallaren som tror att hon är trygg innan Périsset plötsligt tar bollen från denna. Denna teknik gör att hon sällan hamnar i en position där hon hamnar i tidsnöd och måste jaga. Hon minskar därför risken för att dra på sig alltför många frisparkar. Hon följer också gärna upp i anfallen och slår fina inlägg.

## Titlar
- Fransk mästare: 2014, 2015 och 2016 (Olympique Lyonnais)
- Coupe de France: 2014, 2015, 2016 (Olympique Lyonnais) och 2018 (Paris Saint-Germain)
- Vinnare av UEFA Champions League: 2016 (Olympique Lyonnais)
- Vinnare av FA-cupen: 2023 (Chelsea).
- Women Super League (WSL i England) mästare: 2023 och 2024 (Chelsea)
- FA WSL Cup-finalist: 2024 (Chelsea)